# Portowiec

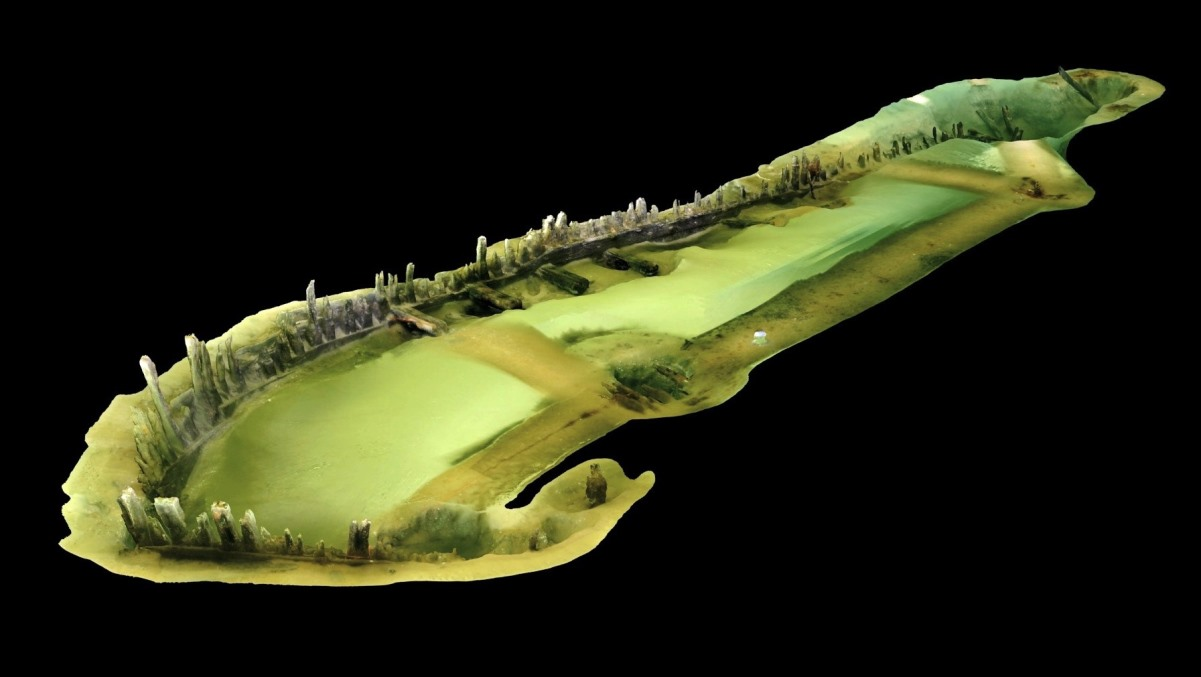
Wrak 'Portowiec'

Portowiec – wrak statku żaglowego pochodzący z XIX w. znaleziony w pobliżu wejścia do Portu Gdańskiego. 

## Opis i lokalizacja

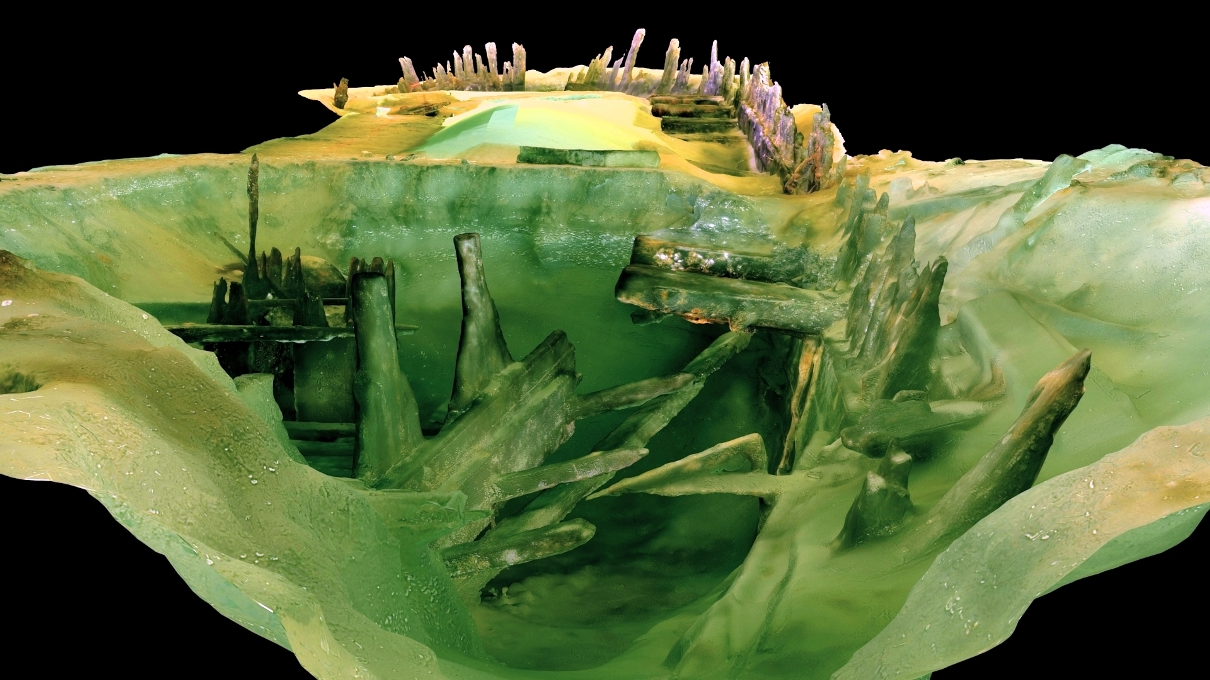
'Portowiec'

Odkryty w 2009 r. przez pracowników Urzędu Morskiego w Gdyni. Znajduje się na głębokości 2,5 m w odległości 82 m od brzegu. Długość wraku wynosi około 30 metrów, szerokość 5,5 metra, a wysokość powyżej poziomu dna to 70 cm – większa część zachowanego wraku zatopiona jest w dnie. 
Szacunkowa ładowność statku, zbudowanego najprawdopodobniej w pierwszym dziesięcioleciu XIX wieku, wynosiła około 300 ton. Badania dendrochronologiczne wskazują, że drewno, z którego był zbudowany statek, pochodzi z Pomorza Wschodniego. Do roku 2017 wraku nie wydobyto.

## Zabytki z wraku
Podczas badań wraku znaleziono m.in. fragmenty obuwia i wiele przedmiotów codziennego użytku, naczynia ceramiczne, szklaną buteleczkę, siekierę, pilnik, jufers z zawiasową podwięzią burtową, muszle ostryg oraz inne przedmioty.